# Phyllodactylus nocticolus
Phyllodactylus nocticolus este o specie de șopârle din genul Phyllodactylus, familia Gekkonidae, descrisă de Dixon 1964. Conform Catalogue of Life specia Phyllodactylus nocticolus nu are subspecii cunoscute.